# 解偶联蛋白

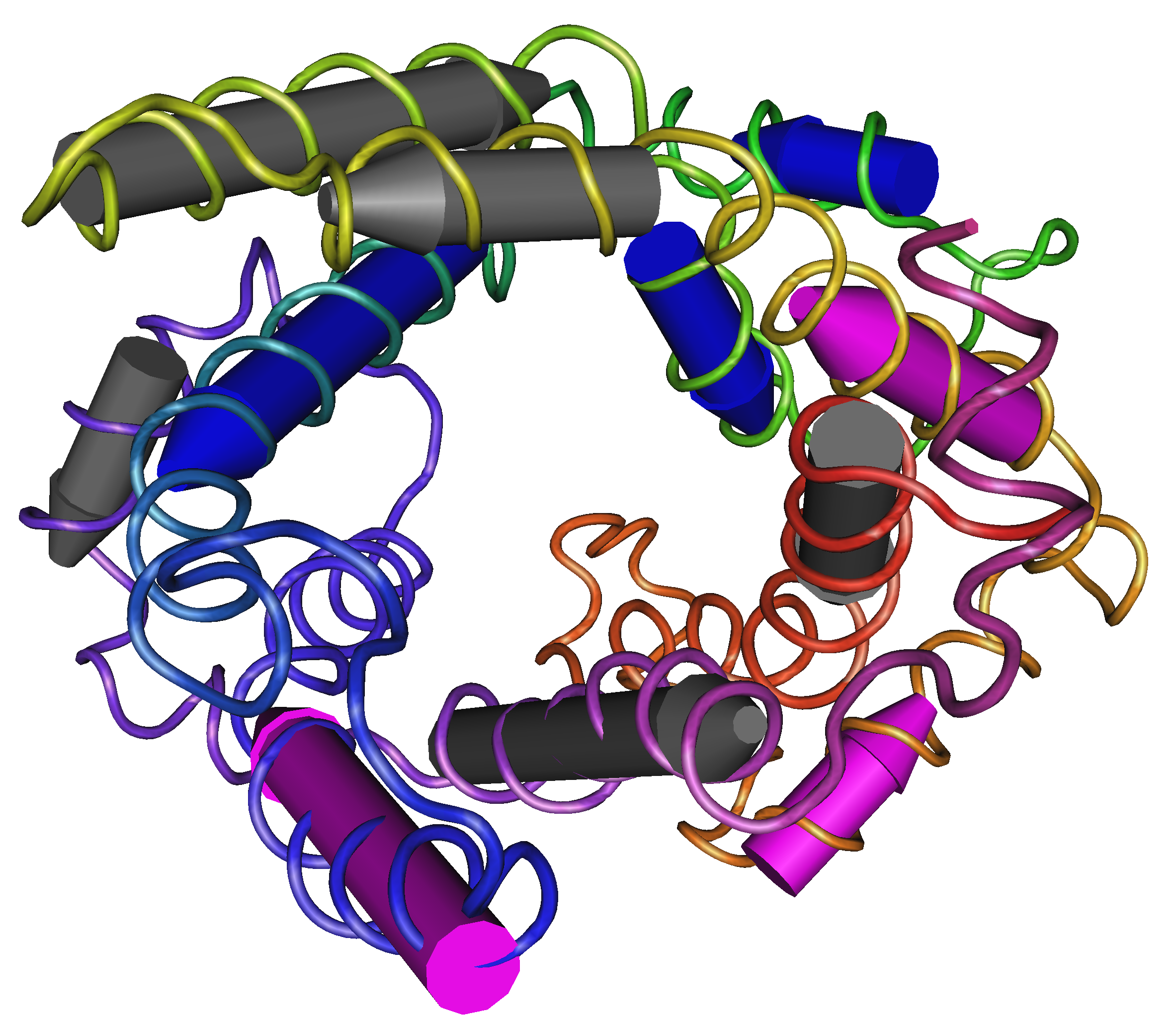
粒線體解偶聯蛋白-2

解偶联蛋白（英語：uncoupling protein，缩写为）是一种线粒体内膜蛋白。这种蛋白质能消除线粒体内膜两侧的跨膜质子浓度差，令利用质子浓度差驱动的氧化磷酸化过程减慢，阻碍了三磷酸腺苷（ATP）的正常产生。解偶联蛋白发挥作用的本质是通过解除了部分正常呼吸链中应有的电子传递与磷酸化两者之间偶联关系，使氧化磷酸化过程进入空转状态。
哺乳动物中有五种已知的解偶联蛋白：
- 產熱蛋白（又名UCP1）
- UCP2
- UCP3
- SLC25A27（又名UCP4）
- SLC25A14（又名UCP5）

解偶联蛋白在生理学上有其特定的作用，冬眠动物以及新生动物利用解偶联蛋白，可以将部分本用于制造ATP的能量转化为热量。然而，其他物质如2,4-二硝基苯酚（DNP）和羰基氰化物间氯苯腙（CCCP）等物质也有同样的解偶联功能，它们因此被称为解偶联剂，并被认为具有一定的毒性。上世纪三十年代，就曾使用2,4-二硝基苯酚当作减肥药，但非常容易导致服药者体温过高，出现抽搐、昏迷等现象，甚至导致死亡。酒精和水杨酸在一定程度也是解偶联剂，所以过度使用这些物质也会导致ATP过度消耗和体温升高。
甲状腺素可以促进解偶联蛋白基因的表达，这使得更多的解偶联蛋白加入解除偶联的过程之中，从而增加了产热与耗氧量。另一方面，甲状腺素可以增加细胞膜上钠钾泵的数量，使得ATP被消耗地更多，促进氧化磷酸化过程的进行。